# قانون بای-دال
قانون بای-دال (به انگلیسی: Bayh-Dole Act) یا قانون آیین ثبت اختراع دانشگاه‌ها و شرکت‌های کوچک، برگرفته از نام دو سناتور آمریکایی به نام‌های برچ بای و باب دال، در سال ۱۹۸۰ توسط رئیس‌جمهور جیمی کارتر درمجلس سنا آمریکا تصویب شد؛ این قانون در واقع اصلاحیه «قانون ثبت اختراعات و علائم تجاری» است و یک چارچوب قانونی برای حقوق اختراع ناشی از تحقیقات با بودجه فدرال ایجاد کرد. همچنین به دانشگاه‌های آمریکایی اجازه داده شد تا نتایج حاصل از تحقیقات و پژوهش‌های علمی خود را تجاری‌سازی نمایند.
قانون بای دال که شاید بتوان آن را الهام بخش‌ترین قانون در نیم قرن اخیر آمریکا دانست، دانشگاه‌ها را مجاز به استفاده از فناوری‌های توسعه یافته و تبدیل آن به محصولات و خدماتی نمود که به جامعه سود می‌رساند و نقش مهمی در جوان سازی کل سیستم اقتصادی ایالات متحده، تبدیل آن از یک پایگاه تولیدی به یک پایگاه نوآوری ایفا کرده است.

## تاریخچه
پیش از این قانون دانشگاه‌ها بیشتر معطوف به دو کارکرد سنتی خود یعنی آموزش و پژوهش بودند و دولت مالک همه اختراعاتی بود که با بودجه و حمایت مالی دولت ابداع می‌شدند. واگذاری مجوز بهره‌برداری از این اختراعات به بخش‌های خصوصی نیز توسط دولت انجام می‌شد. بدان معنا که تنها دولت حق کنترل و تجاری سازی هرگونه اکتشاف با بودجه خود (که از محل مالیات‌ها تأمین می‌شود) را دارد. در نتیجه، بسیاری از اختراعات و اکتشافات پیشگامانه به دلیل کمبود منابع یا علاقه دولت، توسعه نیافته باقی ماندند. ابداعات و ابتکارات دانشگاه‌ها نیز هیچ وقت به صنعت و استفاده عموم نمی‌رسید. و به همین دلیل قبل از ۱۹۸۰ تنها ۵ درصد از ابداعاتی که دولت مالک آنها بود عملاً به تولید محصول منتهی شد در حالی که بودجه زیادی صرف ابداع می‌شد.
این پتنت‌ها به این دلیل انباشته شده بودند که پس از جنگ جهانی دوم، دولت تحت ریاست جمهوری هری ترومن تصمیم گرفت بر اساس گزارش معروف وانیوار بوش با عنوان «علم مرز بی پایان»، هزینه‌های خود را برای تحقیق و توسعه ادامه دهد و حتی افزایش دهد. وی تصریح کرد: «پیشرفت علمی یکی از کلیدهای اساسی برای امنیت ما به عنوان یک ملت، برای سلامت بهتر ما، مشاغل بیشتر، استانداردهای بالاتر زندگی و پیشرفت فرهنگی ما است.» با این حال، دولت یک سیاست ثبت اختراع یکپارچه حاکم بر تمام آژانس‌هایی که بودجه تحقیقات را تأمین می‌کنند، نداشت و سیاست کلی این بود که دولت مالکیت اختراعات را حفظ می‌کند و فقط به‌طور غیر انحصاری مجوز می‌دهد.
موضوع مهم دیگر قبل از قانون بای دال، نبود انگیزه برای دانشگاه‌ها و مؤسسات تحقیقاتی برای مشارکت در فعالیت‌های انتقال فناوری بود. تحت سیاست ثبت اختراع دولتی، دانشگاه‌ها و مؤسسات تحقیقاتی انگیزه کمی برای پیگیری ثبت اختراع و تجاری سازی نوآوری‌های خود داشتند، زیرا هر درآمد حاصل از آن به دولت بازمی‌گردد. این امر دانشگاه‌ها را از مشارکت فعال در فرایند تجاری سازی منصرف کرد و در نتیجه تعداد قابل توجهی از تحقیقات با بودجه فدرال بیکار ماند و به نفع جامعه مورد استفاده قرار نگرفت. این روند در راستای توسعه آمریکا یک مشکل مهم ایجاد کرده بود.
در سال ۱۹۶۸، وزارت بهداشت، آموزش و رفاه (HEW) یک «توافقنامه ثبت اختراع سازمانی» (IPA) را معرفی کرد تا به موسسات غیرانتفاعی دریافت کننده امتیاز اجازه دهد تا اختراعات قابل ثبت با بودجه فدرال را که مؤسسه تصمیم گرفته بود به دنبال ثبت اختراع باشد، به دست آورند. تا سال ۱۹۷۸، بیش از هفتاد دانشگاه و سازمان تحقیقاتی دربارهٔ IPA با HEW یا با بنیاد ملی علوم مذاکره کردند. در دهه ۱۹۷۰، اعضای هیئت علمی دانشگاه پردو در ایندیانا تحت کمک‌های مالی وزارت انرژی، که موافقت نامه‌های ثبت اختراع سازمانی را صادر نکرد، اکتشافات مهمی انجام دادند. مقامات دانشگاه از سناتور خود، برچ بای، شکایت کرده، که کارکنان آن تحقیق کرده‌اند. در همان زمان، سناتور باب دال از موضوعات مشابه آگاه شد و دو سناتور موافقت کردند که در مورد لایحه ای مطابق با «Jeffersonian belief»، همکاری کنند.
بر این اساس، قانون کنترل اختراعات با بودجه فدرال را غیرمتمرکز کرد و مسئولیت و اختیار تجاری سازی اختراعات را به مؤسسه یا شرکتی که کمک مالی دریافت می‌کند، با مسئولیت‌های معینی به دولت، مخترع و عموم مردم واگذار کرد.

## آثار
یکی از مهم‌ترین تأثیرات قانون بای دال، افزایش همکاری‌های دانشگاه و صنعت بود. با توانایی حفظ مالکیت پتنت‌ها، دانشگاه‌ها و مؤسسات تحقیقاتی تشویق شدند تا فعالانه در فعالیت‌های انتقال فناوری شرکت کنند. در سایه این قانون، فعالیت‌های انتقال فناوری، که زمانی اساساً در دانشگاه‌های برگزیده‌ای مثل دانشگاه MIT، استنفورد و کالیفرنیا انجام می‌شد، اکنون در سراسر کشور آمریکا انجام می‌شود. انتقال فناوری می‌تواند به‌طور بالقوه برای دانشگاه‌ها درآمد تولید کند. در نهایت موجب به توسعه محصولات، فرایندها و خدمات جدید شد که تأثیر عمیقی بر جامعه داشته است.
این قانون همچنین راه را برای کسب وکارهای کوچک و استارت آپ‌ها هموار کرد تا به تحقیقاتی که بودجه فدرال تأمین می‌شود، دسترسی پیدا کنند و زمینهٔ رقابتی را برای این نهادها برای رقابت با شرکت‌های بزرگ‌تر ایجاد کند. این امر منجر به رشد یک اکوسیستم استارت آپی پویا شده است، با بسیاری از نوآوری‌ها و فناوری‌های پیشگامانه که از این مشاغل کوچک پدیدار می‌شوند.
بسیاری از این شرکت‌ها در علوم زیستی فعالیت می‌کنند. بیشتر اختراعات مربوط به این امر نتیجه بودجه فدرال بود. در حالی که فهرست کردن همه این اختراعات غیرممکن است، چند نمونه از فناوری‌های درمانی و محصولات ناشی از اکتشافات دانشگاهی با بودجه فدرال عبارتند از:
- سورفکتانت ریه مصنوعی برای استفاده در نوزادان تازه متولد شده، دانشگاه کالیفرنیا
- سیس پلاتین و کربوپلاتین درمان سرطان، دانشگاه ایالتی میشیگان
- مکمل کلسیم سیتراکال، مرکز پزشکی جنوب غربی دانشگاه تگزاس[۵]

ثبت اختراع Cohen–Boyer در زمینه فناوری DNA نوترکیب که به‌طور غیر انحصاری به بیش از ۴۰۰ شرکت مجوز داده شده بود، ۲۵۵ میلیون دلار برای دانشگاه استنفورد درآمد داشت. ثبت اختراع "Axel" دانشگاه کلمبیا در مورد روش‌های معرفی ژن‌های پروتئین‌های خارجی به سلول‌ها، از طریق صدور مجوز غیر انحصاری به کلمبیا، درآمد ۷۹۰ میلیون دلاری به همراه داشت.

## قوانین مشابه در دیگر کشورها
به لحاظ موفقیت ایالات متحده آمریکا در اجرای قانون بای دال و آشکار شدن مزایای آن برای جامعه بسیاری از کشورها از جمله استرالیا، هند، آفریقای جنوبی و ژاپن به تصویب و اجرای قوانین مشابه در این زمینه اقدام کردند. برخی از کشورهای پیرو رویکرد شخصیت گرا نیز که از قاعده امتیاز اساتید استفاده می‌کردند اذعان نمودند بهره‌برداری اقتصادی و تجاری سازی دارایی فکری، در این کشورها در مقایسه با آمریکا کمتر است و در نتیجه به سمت مقررات آمریکا سوق پیدا کردند. برای مثال اتریش و بلژیک با اختلاف بین مناطق آن دانمارک، فرانسه، اسپانیا، روسیه و آلمان از جمله کشورهای اروپایی هستند که بعد از سال ۲۰۰۰ قوانینی مشابه قانون بای دال تصویب کرده‌اند و مالکیت یا حق اولیه مالکیت فکری را به نهاد عمومی اختصاص دادند.